# Eupanacra mydon
Eupanacra mydon là một loài bướm đêm thuộc họ Sphingidae. Nó sống ở đông Nam Á, Philippines, Sulawesi và Sumba.

## Hình ảnh

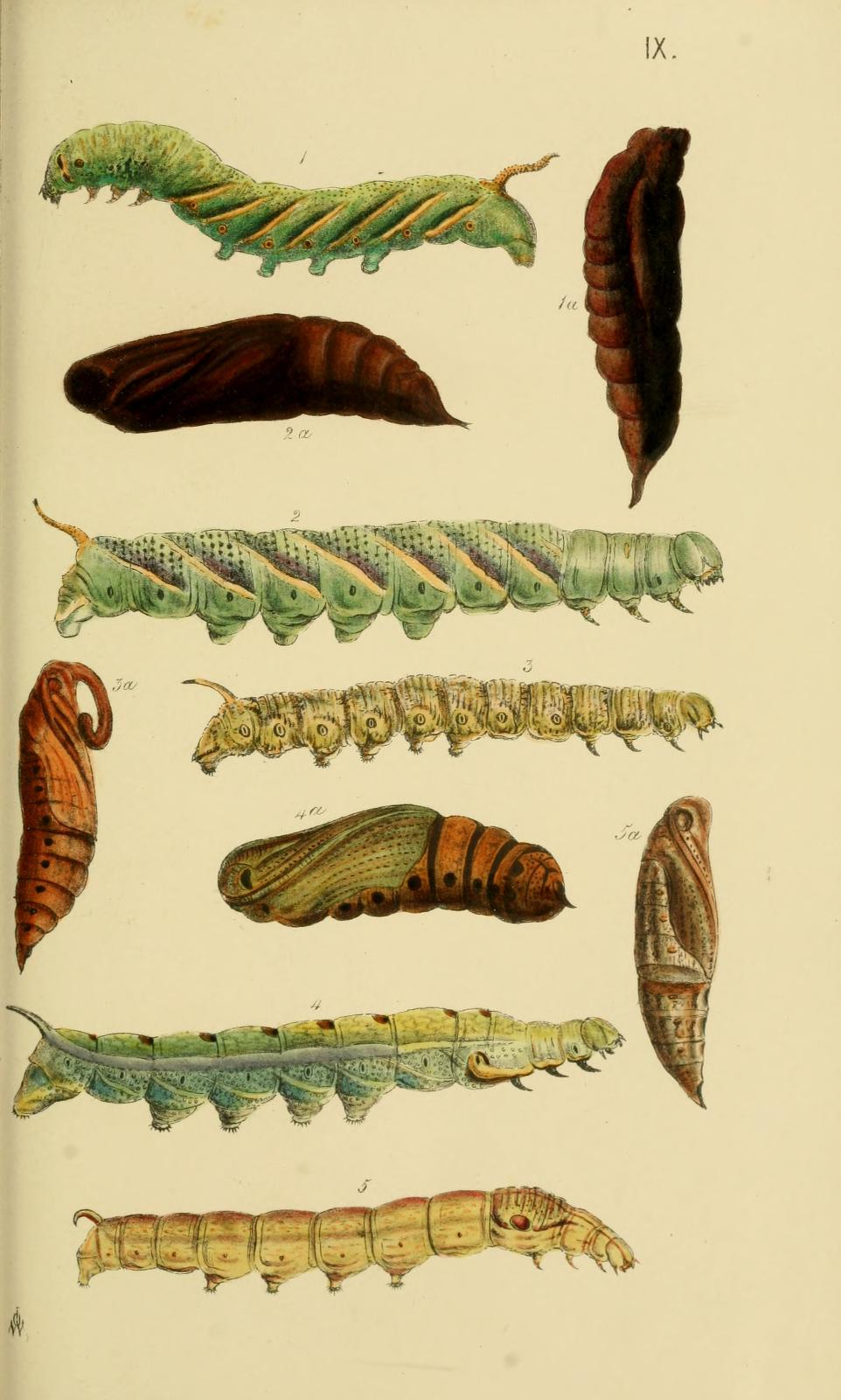

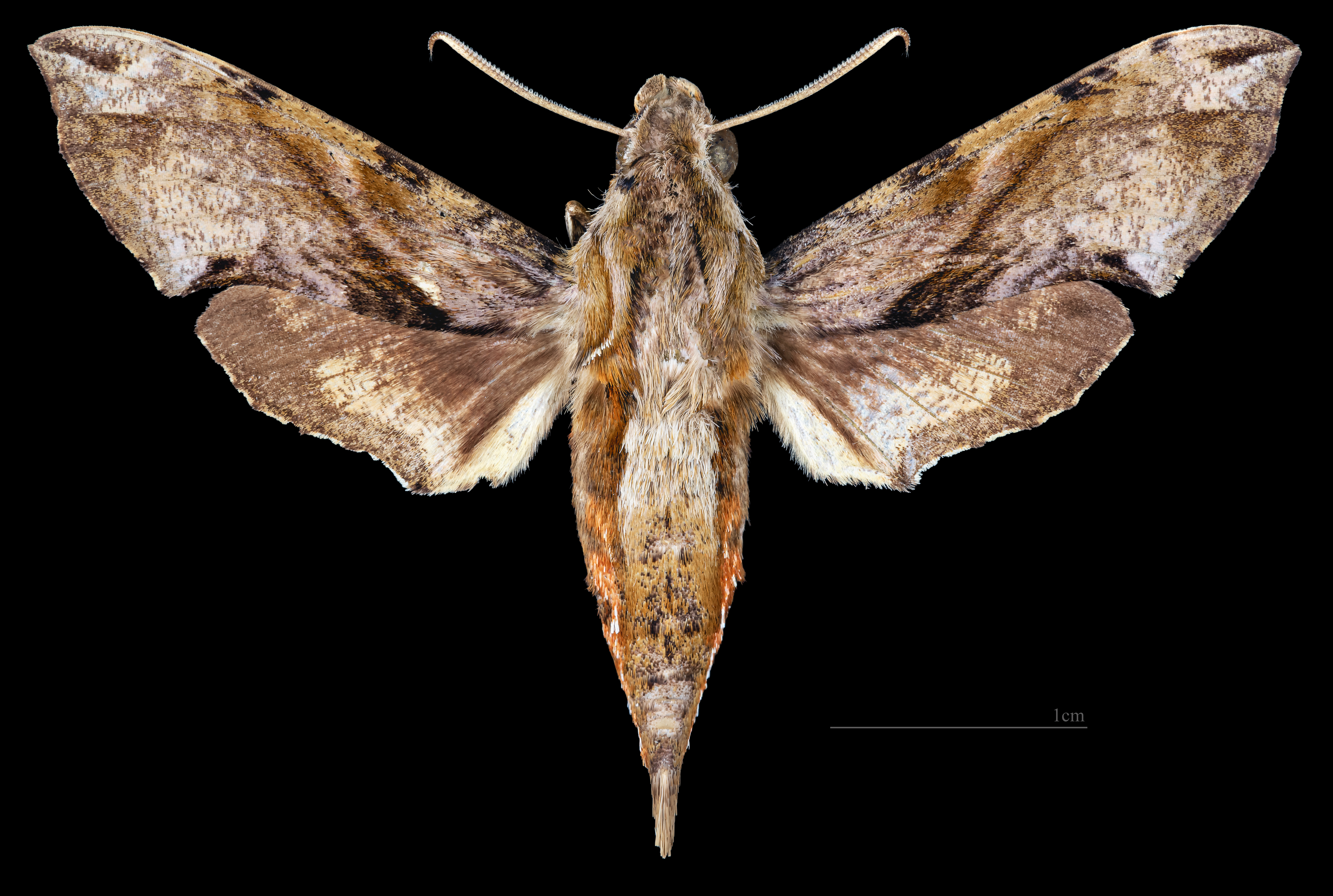
Eupanacra mydon ♂
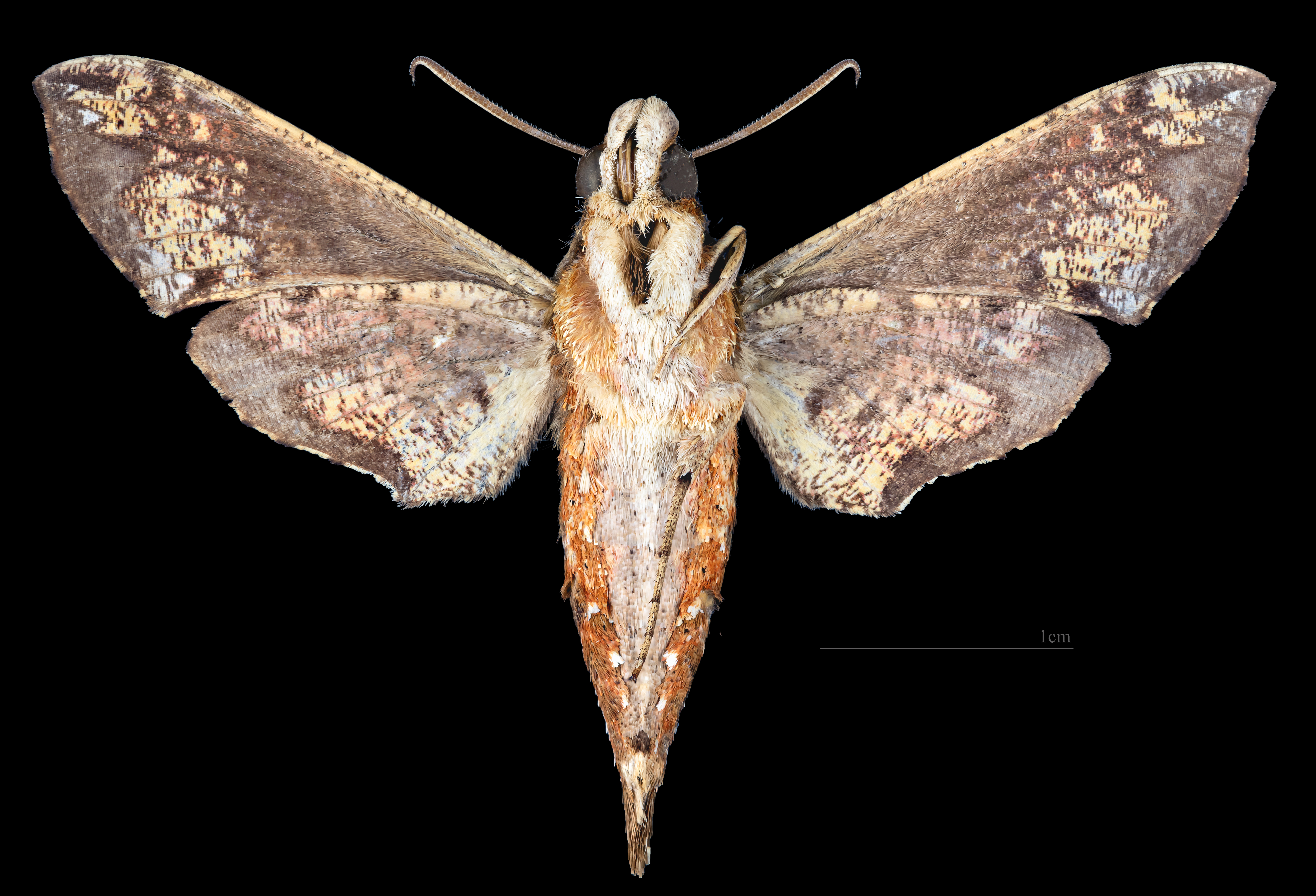
Eupanacra mydon ♂ △
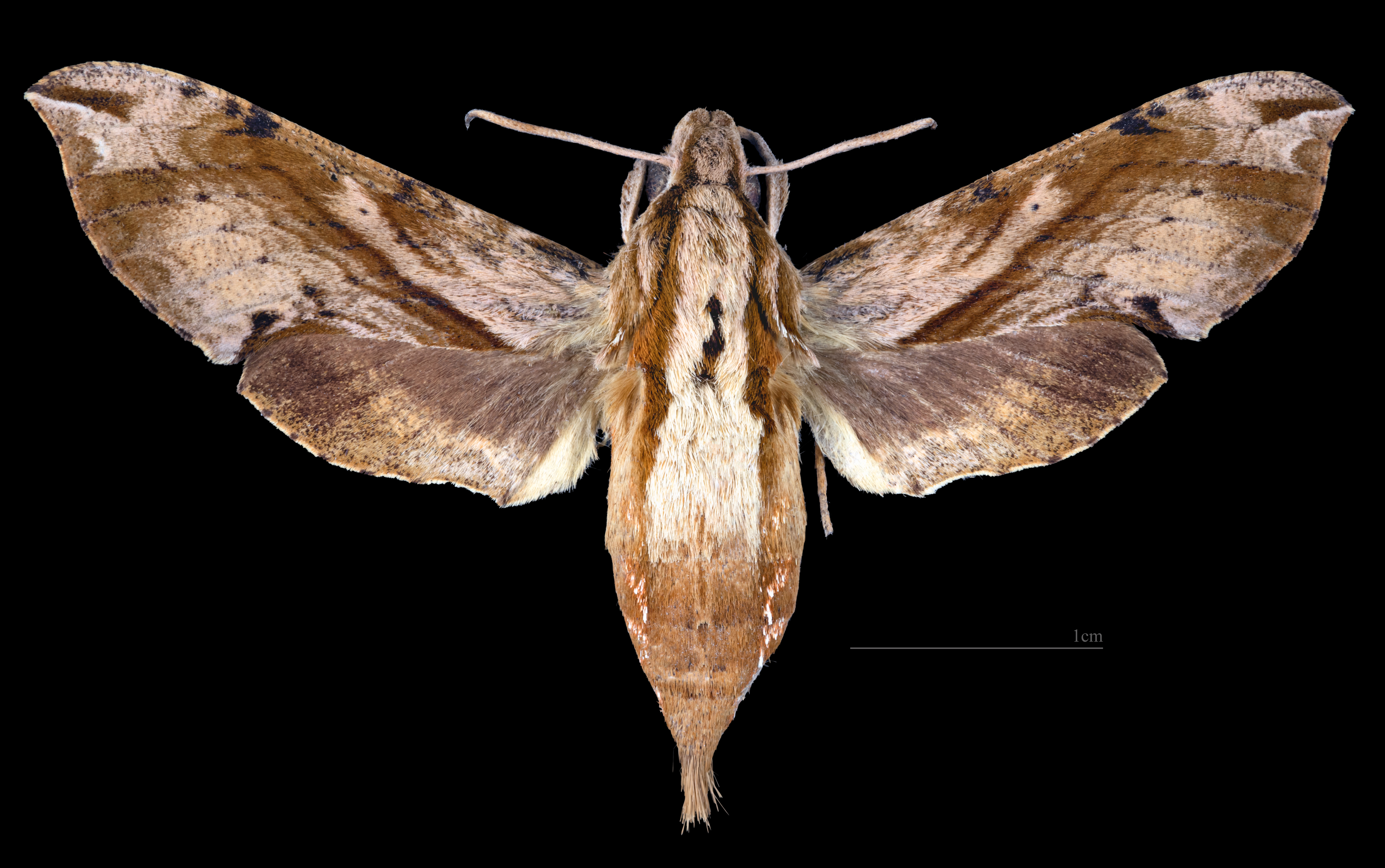
Eupanacra mydon ♀
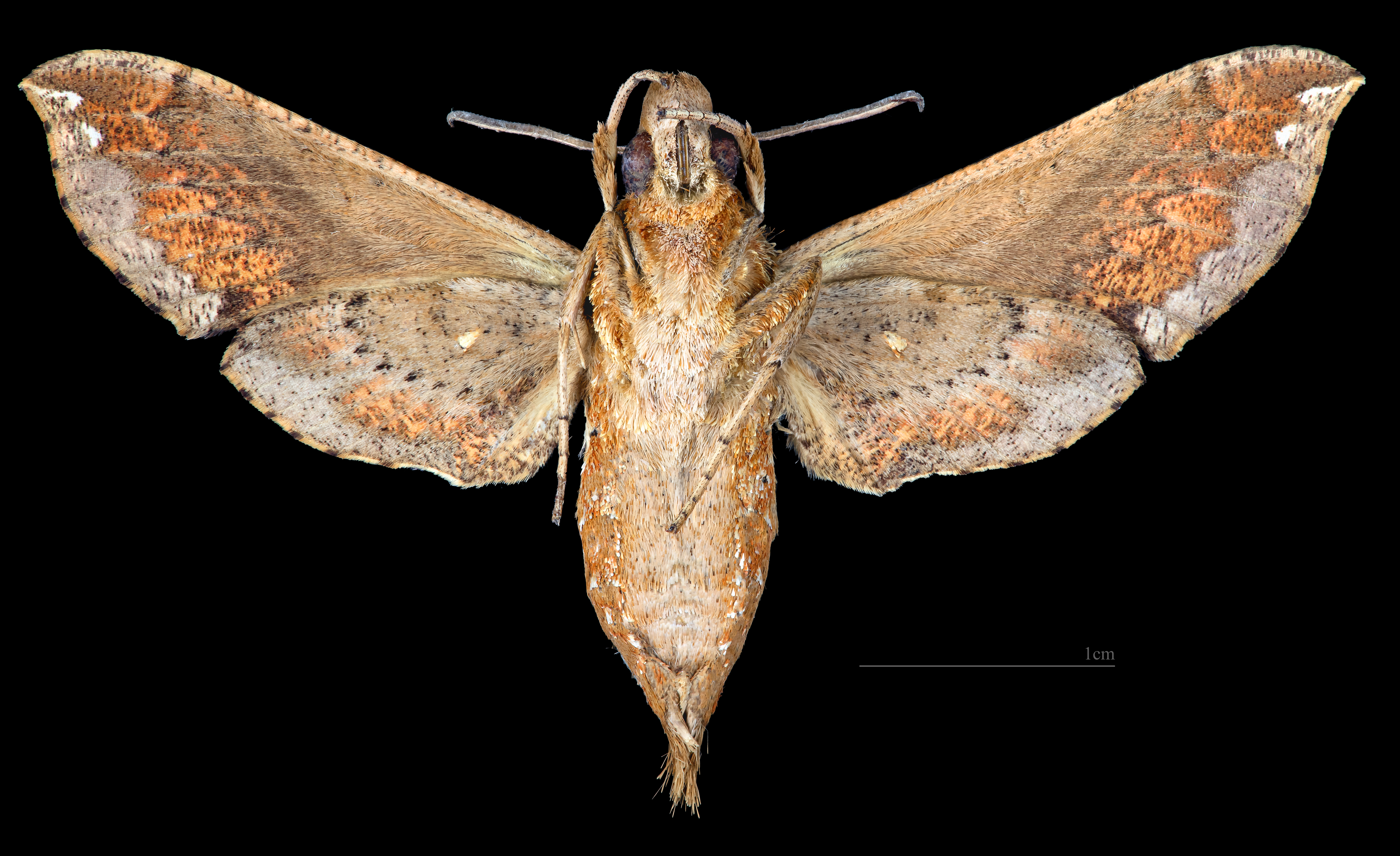
Eupanacra mydon ♀ △

</gallery>